# Jeanne Geloso
Pour les articles homonymes, voir Geloso.

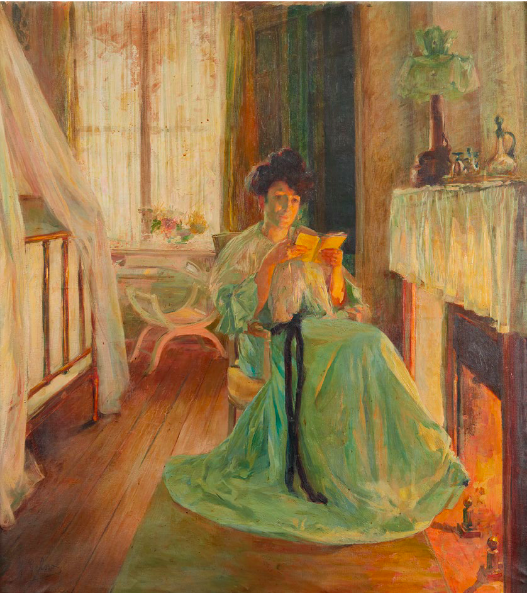
Jeanne Geloso, La liseuse, 1907

Jeanne Geloso, née Catherine Jeanne Granges, est une artiste peintre française née le 4 octobre 1872 à Bordeaux et morte à Paris le 4 mars 1911.

## Biographie
On dispose de peu d'informations sur cette femme peintre, fille de Jean Armand Granges, commerçant bordelais, et de Marguerite Rataboul. Elle épouse le 8 septembre 1892 à Bordeaux César Geloso, pianiste compositeur d'origine italienne.

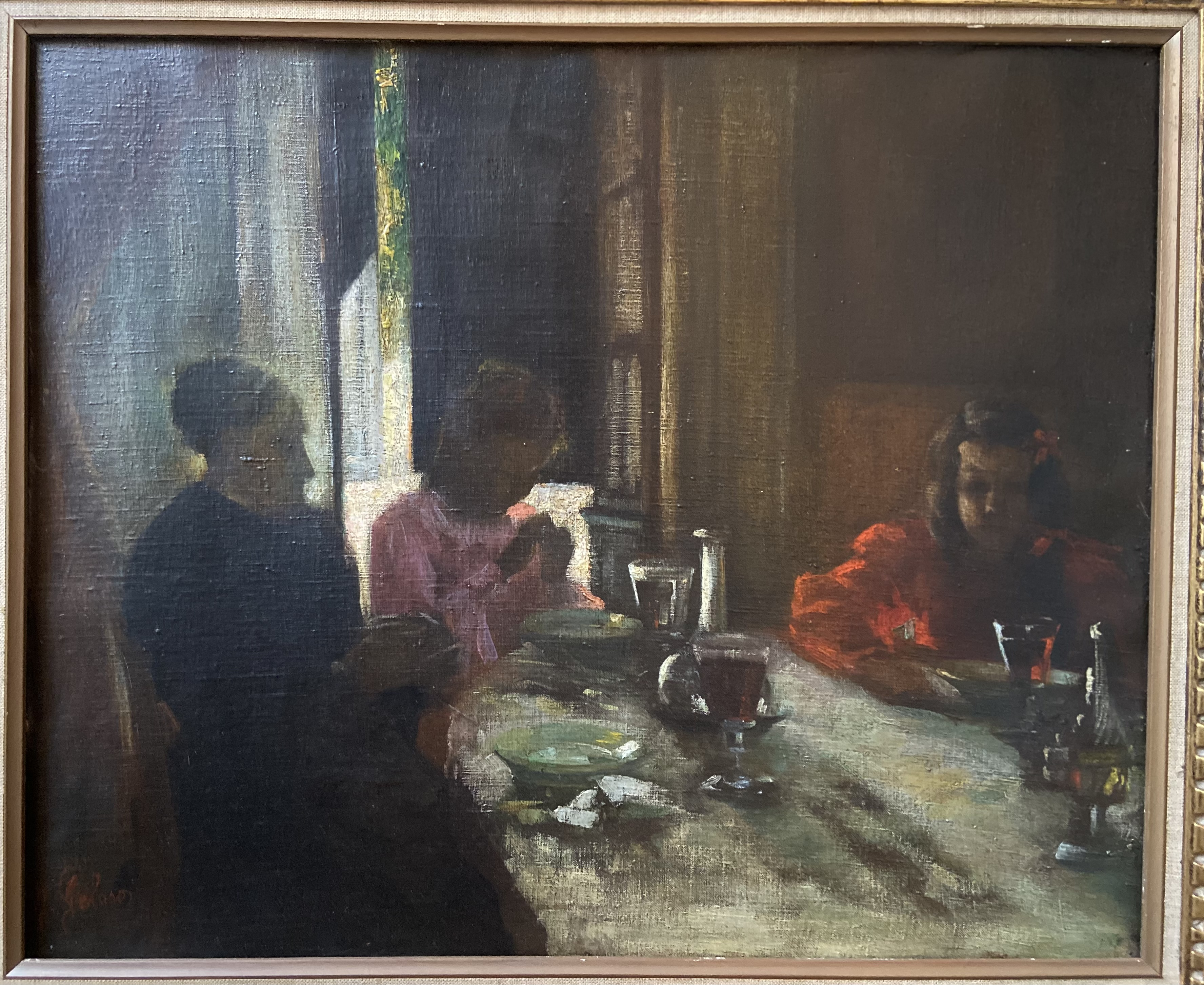

Installée à Paris, elle donne des cours de dessins.
La famille Geloso se lie d'amitié avec Eugène Blot (1857-1938), fabricant de bronzes d’art (entre autres ceux de Camille Claudel), éditeur d’art, collectionneur, marchand de tableaux 
Dès 1894, à l'âge de 21 ans, elle expose au célèbre Salon des Cent auprès des plus grands artistes de son temps, dont Camille Claudel, Albert Marquet, Odilon Redon, Auguste Rodin, Maurice de Vlaminck...

Le 30 avril 1902, elle donne naissance à un fils, Jean Armand François Geloso (1902-1932).

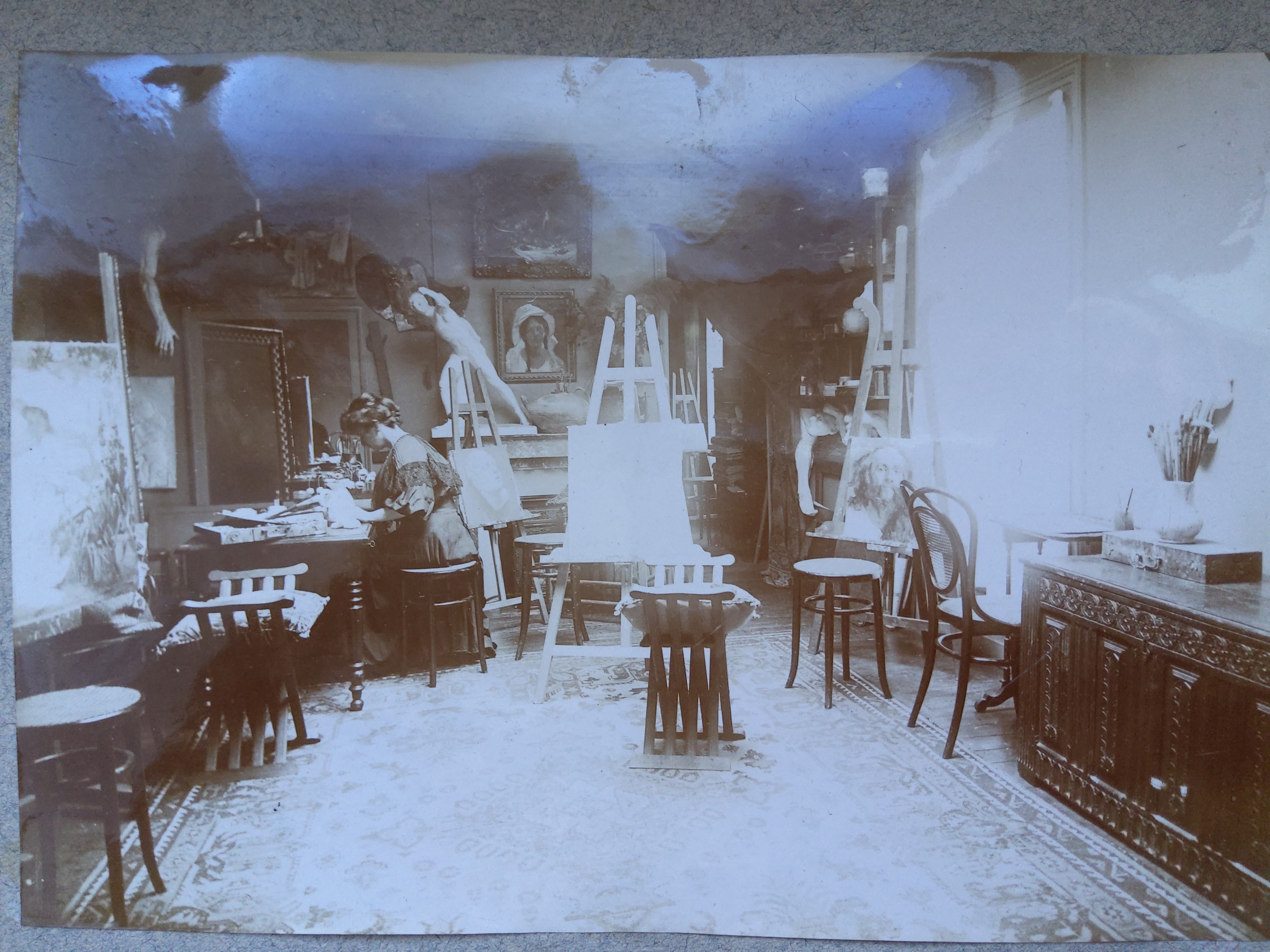
Jeanne Geloso dans son atelier du 48bis de la rue Mozart (2ème étage)

On la retrouve aux côtés notamment de Pierre Bonnard, Victor Charreton, Francis Picabia et Félix Vallotton lors des trois premiers Salons d'automne : en 1903 : Portrait de l'artiste (n° 240), en 1904 :  À table (n° 524) et en 1905 : Nature morte (n° 615),,,.
Elle se fait remarquer au salon de la Société nationale des beaux-arts où elle expose en 1907 La liseuse (n° 497) et en 1909 Intérieur,,.
Carrière remarquable, que son décès à son domicile au 48 bis de l'avenue Mozart à l'âge de 38 ans vient prématurément interrompre.
Ses œuvres sont exposées sous le nom de "Mme Jeanne Geloso" et signées "J. Geloso".
Son art s'inscrit dans le courant post-impressionniste. Elle apprécie les scènes d'intérieur, travaillant plus particulièrement les effets de lumière.
Jeanne Geloso est inhumée le 6 mars 1911 au cimetière des Batignolles , quelques mois plus tard elle rejoint le caveau familial au cimetière de Bagneux (8ème division, 9ème ligne, numéro 1)